# 大鷹正人

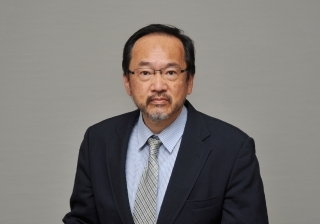

大鷹 正人（おおたか まさと、1961年9月16日 - ）は、日本の外交官。国連担当大使、サイバー政策担当大使、外務報道官、駐ハンガリー特命全権大使などを経て、駐タイ王国特命全権大使。
父は大鷹正元駐オランダ特命全権大使。父方の祖父は大鷹正次郎元駐ラトビア特命全権公使。伯父は大鷹弘元駐ビルマ特命全権大使。伯母は女優で政治家の山口淑子。母は作家の大鷹節子。母方の祖父は陸軍軍人の小野寺信。母方の祖母は翻訳家の小野寺百合子。高祖父に大関増徳、一戸兵衛らがいる。

## 経歴・人物
東京都出身。父は大鷹正元駐オランダ特命全権大使。大鷹正次郎元駐ラトビア特命全権公使は祖父。大鷹弘元駐ビルマ特命全権大使は伯父。1986年東京大学経済学部経済学科卒業、外務省入省。外務省経済局国際経済第二課、外務省条約局国際協定課、国際連合日本政府代表部一等書記官などを経て、2002年外務省大臣官房兼内閣官房内閣総務官室総理大臣官邸事務所。2005年外務省国際法局国際法課法律顧問官。同年外務省経済局政策課企画官兼経済連携課南東アジア経済連携協定交渉室長。2007年外務省経済局経済連携課長。同年外務省アジア大洋州局南部アジア部南西アジア課長。2009年在タイ日本国大使館参事官。2010年在タイ日本国大使館公使。2012年在アメリカ合衆国日本国大使館公使。2016年外務省大臣官房参事官（報道・広報・文化交流担当）（外務副報道官）。同年外務省大臣官房参事官（報道・広報・文化交流担当）（外務副報道官） 兼アジア大洋州局。2017年外務省大臣官房参事官兼総合外交政策局、領事局、国連担当大使、サイバー政策担当大使。同年外務省大臣官房審議官兼総合外交政策局、領事局、国連担当大使、サイバー政策担当大使。2019年から外務報道官を務め、2020年には日本の新型コロナウイルス感染症の流行への対応は無能であると断じた中野晃一上智大学教授に対し、ニューヨーク・タイムズに反論を寄稿した。2020年駐ハンガリー特命全権大使。2024年駐タイ王国特命全権大使。

## 同期
- 石川浩司（22年シンガポール大使・20年官房長・19年南部アジア部長）
- 岩間公典（22年バングラデシュ大使・20年デュッセルドルフ総領事）
- 牛尾滋（22年南アフリカ大使・19年ポルトガル大使・18年アフリカ部長）
- 宇山智哉（21年WTO事務局長上級補佐官）
- 片江学巳（23年ルーマニア大使・20年瀋陽総領事）
- 河原節子（22年デュッセルドルフ総領事・21年公務員研修所副所長・18年フランクフルト総領事）
- 木村徹也（22年東ティモール大使・20年国連日本政府代表部大使・17年ミュンヘン総領事）
- 四方敬之（24年マレーシア大使・21年内閣広報官・20年外務省経済局長）
- 進藤雄介（21年在デトロイト日本国総領事・18年パキスタン公使・15年軍縮会議公使）
- 鈴木量博（23年オーストラリア大使・20年トルコ大使・18年北米局長）
- 中村安志（09年中南米局南米課課長補佐）
- 久島直人（22年中曾根康弘世界平和研究所・20年国際平和協力本部事務局長）
- 淵上隆（14年ドミニカ共和国大使）
- 三上正裕（22年ベルギー、北大西洋条約機構日本政府代表部大使・19年カンボジア大使・17年国際法局長）
- 道井緑一郎（23年フィジー大使）
- 南博之（24年特命全権大使（国際テロ対策・組織犯罪対策協力担当）・20年コンゴ民主共和国大使）
- 山田重夫（23年駐米大使・21年外務審議官(政務担当)・19年総合外交政策局長）
- 吉田朋之（23年日本国際問題研究所所長・20年外務報道官・19年中南米局長・17年軍縮不拡散・科学部長）
- 若林啓史（16年東北大学教授）